# Statistiques et records du Stade rennais FC
 (avril 2024).
- Si vous ne connaissez pas le sujet, laissez ce bandeau (vous pouvez alors contacter les auteurs).
- Si vous supprimez le contenu mis en cause (vous pouvez préalablement contacter les auteurs),

argumentez précisément cette suppression dans la page de discussion
(un manque de référence n'est pas un argument ; une recherche réelle de référence doit avoir été effectuée, être formellement documentée).
Cet article détaille divers records et statistiques relatifs au Stade rennais FC.

## Bilan général en compétition

Le graphique ci-contre présente l'évolution du classement du Stade rennais dans les divisions professionnelles depuis 1932.

Le Stade rennais FC évolue dans le championnat professionnel depuis sa création en 1932. À l'été 2020, il a disputé un total de 63 saisons en Ligue 1 (anciennement nommée National puis Division 1) et 19 saisons en Ligue 2 (anciennement Division 2), sans jamais descendre en dessous de cet étage. La meilleure performance du Stade rennais sur une saison de Ligue 1 est une troisième place obtenue en 2020. La plus mauvaise en Division 2 est une douzième place occupée dans le Groupe B de la deuxième division à l'issue de la saison 1977-1978. Le record de saisons consécutives disputées en Ligue 1 est de 29, série en cours depuis la dernière montée du club en D1 en 1994.
Le Stade rennais FC dispute la Coupe de France depuis la création de la compétition en 1917. Au total, il compte 100 participations à l'épreuve, ayant manqué trois éditions lors de son retrait des compétitions régionales et nationales entre 1929 et 1932. L'épreuve a été remportée par trois fois (1965, 1971 et 2019). Le club a disputé sept finales, seize demi-finales et vingt-quatre quarts de finale.
Enfin, le club a disputé des coupes européennes lors de onze saisons différentes. Ses participations à la Coupe des vainqueurs de coupe sont consécutives aux victoires acquises en Coupe de France. Le droit de disputer la Coupe Intertoto est acquis par le biais de bons classements en championnat, et ce à quatre reprises.
Une seule fois seulement, le Stade rennais parvient à se qualifier par le biais de cette coupe pour la Coupe UEFA/Ligue Europa. Cette dernière est également disputée à deux autres reprises grâce aux quatrièmes places obtenues en championnat en 2005 et 2007, la cinquième place obtenue en 2018, ainsi que grâce à la sixième place obtenue en 2011.
Et avec la troisième place en 2020 le stade rennais participe pour la première fois à la Ligue des champions.
Le récapitulatif des matchs disputés par le Stade rennais FC dans les différentes compétitions, à l'issue de la saison 2019-2020, s'établit comme suit. Pour les matchs de coupes, ni les tirs au but ni les tirages au sort ne sont pris en compte. La Coupe de la Ligue est comptabilisée à partir de l'édition 1994-1995.
Bilan du Stade rennais FC en championnat et coupes (mai 2025)
| Championnat                                    | Saisons | Titres | J    | G    | N   | P    | Bp   | Bc   | Diff |
| ---------------------------------------------- | ------- | ------ | ---- | ---- | --- | ---- | ---- | ---- | ---- |
| Division 1 / Ligue 1                           | 68      | 0      | 2432 | 864  | 614 | 982  | 3340 | 3548 | -208 |
| Division 2 / Ligue 2                           | 19      | 2      | 684  | 357  | 167 | 160  | 1176 | 680  | +496 |
| Divers                                         | 11      | -      | 26   | 7    | 3   | 16   | 27   | 47   | -20  |
| Coupes nationales                              | Saisons | Titres | J    | G    | N   | P    | Bp   | Bc   | Diff |
| Coupe de France                                | 105     | 3      | 364  | 217  | 46  | 101  | 840  | 477  | +363 |
| Coupe de la Ligue                              | 26      | 0      | 52   | 24   | 7   | 21   | 74   | 78   | -4   |
| Challenge/Trophée des champions                | 3       | 1      | 2    | 0    | 1   | 2    | 5    | 8    | -3   |
| Coupe Drago                                    | 11      | 0      | 17   | 5    | 2   | 10   | 33   | 42   | -9   |
| Coupes d'Europe de l'UEFA                      | Saisons | Titres | J    | G    | N   | P    | Bp   | Bc   | Diff |
| Ligue des champions (C1)                       | 1       | 0      | 6    | 0    | 1   | 5    | 3    | 11   | -8   |
| Coupe UEFA / Ligue Europa (C3)                 | 8       | 0      | 58   | 23   | 11  | 24   | 82   | 83   | -1   |
| Ligue Europa Conférence (C4)                   | 1       | 0      | 10   | 7    | 2   | 1    | 20   | 11   | +9   |
| Coupe des vainqueurs de coupe (C2) (1960-1999) | 2       | 0      | 4    | 0    | 2   | 2    | 1    | 4    | -3   |
| Coupe Intertoto (1995-2008)                    | 4       | 0      | 16   | 6    | 3   | 7    | 23   | 20   | +3   |
| Total                                          | Total   | 6      | 3671 | 1510 | 859 | 1331 | 5624 | 5009 | +615 |

## Statistiques individuelles

### Matchs disputés

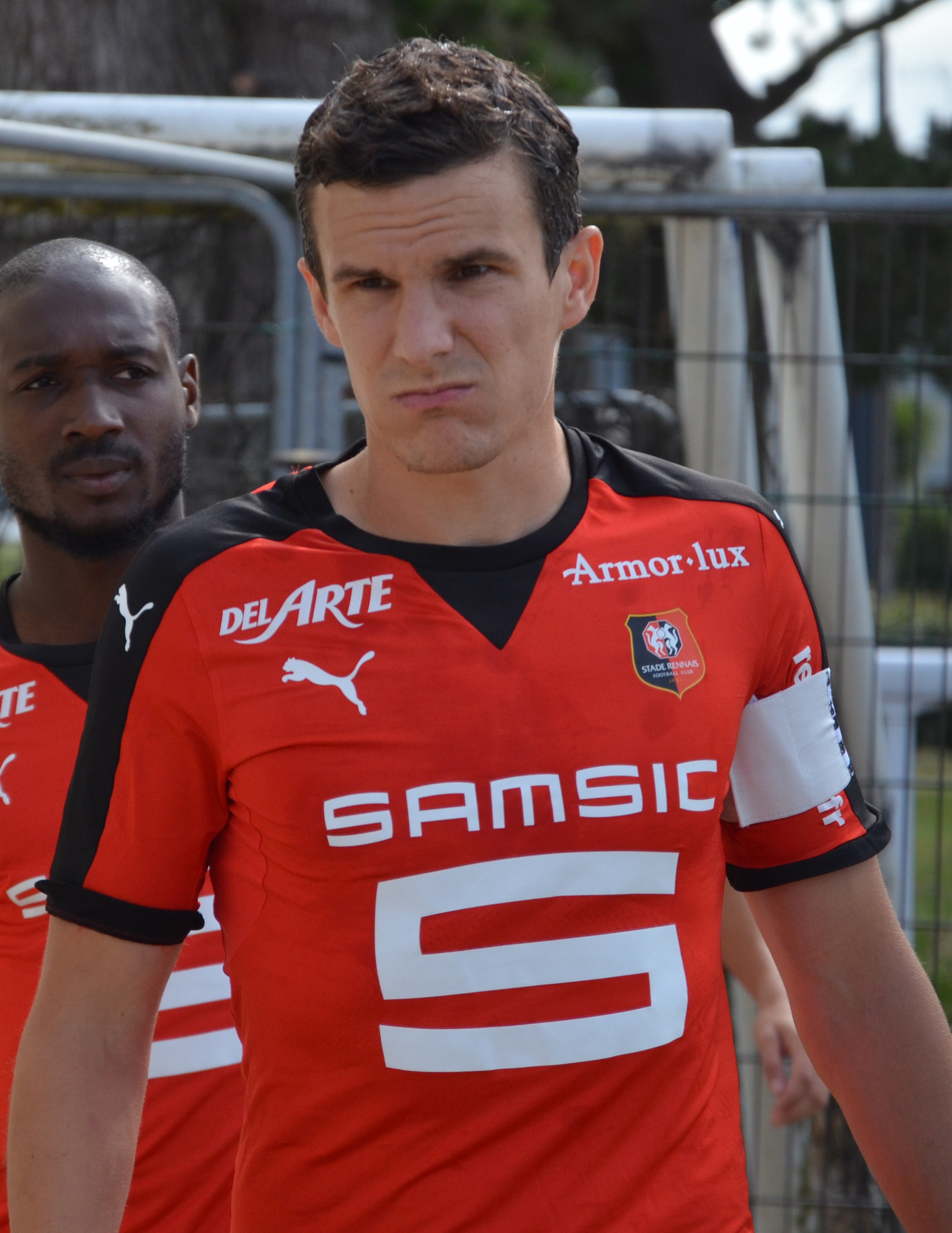
Romain Danzé totalise près de 400 matchs avec le Stade rennais FC.

Le joueur ayant disputé le plus grand nombre de matchs sous le maillot du Stade rennais FC est Yves Boutet, avec 394 rencontres officielles. Boutet ayant évolué pendant deux saisons en deuxième division au début de sa carrière rennaise (pour un total de 46 matchs), il n'est en revanche pas le détenteur du record de matchs joués en Division 1. C'est son dauphin Romain Danzé qui détient ce record avec 323 rencontres disputées dans l'élite. Cinq joueurs parmi les dix les plus capés font partie des équipes ayant remporté la Coupe de France 1965, Coupe de France 1971 et  Coupe de France 2019 (Yves Boutet en 1965, René Cédolin 1965 et 1971, Louis Cardiet 1965 et 1971, Benjamin Bourigeaud en 2019 et Alain Cosnard en 1971). Enfin, les dix premiers de ce classement sont tous nés en Bretagne ou dans des départements limitrophes, à l'exception de René Cédolin, Benjamin Bourigeaud, Robert Hennequin et Louis Pinat.
| Rang | Nom                  | Matchs | Buts | Période                       | Rang | Nom                  | Matchs | Buts | Période             |
| ---- | -------------------- | ------ | ---- | ----------------------------- | ---- | -------------------- | ------ | ---- | ------------------- |
| 1    | Yves Boutet          | 394    | 1    | 1955-1967                     | 26   | Olivier Monterrubio  | 215    | 41   | 2001-2006           |
| 2    | Romain Danzé         | 376    | 10   | 2006-2019                     | 27   | Serge Le Dizet       | 212    | 3    | 1982-1985 1987-1992 |
| 3    | René Cédolin         | 367    | 1    | 1959-1972                     | 27   | Jimmy Briand         | 212    | 43   | 2003-2010           |
| 4    | Louis Cardiet        | 328    | 3    | 1962-1973                     | 29   | Mahi Khennane        | 211    | 88   | 1956-1962           |
| 5    | François Denis       | 324    | 23   | 1987-1997                     | 30   | Franz Pleyer         | 208    | 2    | 1933-1939 1946-1951 |
| 6    | Pierrick Hiard       | 323    | 0    | 1973-1978 1983-1991           | 31   | Philippe Berlin      | 207    | 5    | 1977-1983           |
| 7    | Benjamin Bourigeaud  | 311    | 66   | 2017-2024                     | 32   | Michel Sorin         | 198    | 5    | 1989-1995           |
| 8    | Robert Hennequin     | 275    | 17   | 1941-1951                     | 33   | Patrick Delamontagne | 192    | 48   | 1975-1978 1988-1991 |
| 9    | Alain Cosnard        | 261    | 4    | 1968-1975                     | 34   | Jean Prouff          | 191    | 46   | 1944-1948 1950-1952 |
| 10   | Louis Pinat          | 257    | 0    | 1949-1958                     | 34   | Adrien Truffert      | 191    | 9    | 2020-2025           |
| 11   | André Bordier        | 256    | 2    | 1936-1939 1942-1943 1944-1948 | 36   | Marcel Mansat        | 190    | 10   | 1945-1953           |
| 12   | Benoît Costil        | 255    | 0    | 2011-2017                     | 36   | Dominique Arribagé   | 190    | 15   | 1998-2004           |
| 13   | Jacques Poulain      | 252    | 6    | 1952-1961                     | 38   | Alain Rizzo          | 188    | 0    | 1972-1977           |
| 14   | André Ascencio       | 250    | 26   | 1957-1967                     | 39   | Jean Cueff           | 185    | 4    | 1951-1958           |
| 15   | Jean Grumellon       | 244    | 154  | 1947-1952 1954-1956           | 40   | Benjamin André       | 184    | 10   | 2014-2019           |
| 16   | Henri Guérin         | 243    | 16   | 1945-1951 1955-1961           | 41   | Jean-Luc Ribar       | 183    | 12   | 1989-1995           |
| 17   | Hervé Guermeur       | 241    | 58   | 1967-1977                     | 42   | Stanislas Dombeck    | 180    | 40   | 1956-1962           |
| 18   | Hamari Traoré        | 239    | 6    | 2017-2023                     | 43   | Jocelyn Gourvennec   | 179    | 43   | 1991-1995 2000-2002 |
| 19   | Jean-Claude Lavaud   | 238    | 23   | 1960-1968                     | 44   | Sylvain Wiltord      | 178    | 45   | 1993-1997 2007-2009 |
| 20   | Daniel Rodighiero    | 226    | 125  | 1964-1970                     | 45   | Giovanni Pellegrini  | 177    | 79   | 1959-1967           |
| 21   | Olivier Sorlin       | 223    | 13   | 2001-2005 2006-2009           | 45   | Étienne Didot        | 177    | 5    | 2002-2008           |
| 22   | Paul Le Dren         | 222    | 18   | 1948-1958                     | 47   | Daniel Périault      | 176    | 3    | 1968-1977           |
| 22   | Laurent Huard        | 222    | 17   | 1991-1999                     | 48   | Stéphane Grégoire    | 173    | 13   | 1997-2002           |
| 24   | Pierre Garcia        | 220    | 11   | 1965-1972                     | 49   | Jean-Yves Kerjean    | 170    | 3    | 1976-1982           |
| 24   | Laurent Delamontagne | 220    | 53   | 1986-1992                     | 50   | René Gaulon          | 168    | 12   | 1956-1971           |

### Buteurs

#### Meilleurs buteurs

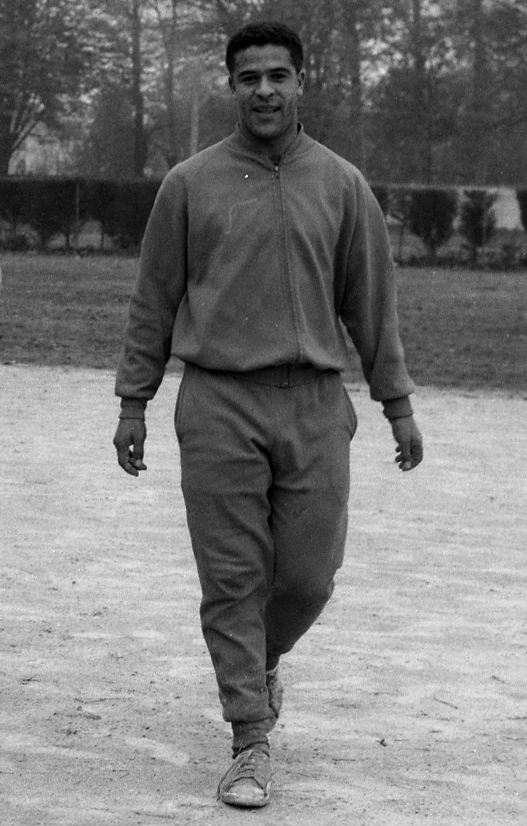
Mahi marque 88 buts pour le Stade rennais entre 1956 et 1962.

Le buteur le plus prolifique du club toutes compétitions officielles confondues est Jean Grumellon avec 154 réalisations. Il est également le meilleur buteur du club en Division 1 avec 107 buts. Ceux-ci ont tous été marqués pendant la période 1947-1952, les deux saisons du second passage de Jean Grumellon au Stade rennais ayant été disputées en Division 2.
Parmi les dix meilleurs buteurs de l'histoire du Stade rennais figurent cinq joueurs étrangers : l'Algérien Mahi, l'Espagnol José Caeiro, le Hongroie József Ebner, l'Argentin Henri Belunza et le Néerlandais Erik van den Boogaard.
| Rang | Nom                   | Buts | Matchs | Période             | Rang | Nom                 | Buts | Matchs | Période             |
| ---- | --------------------- | ---- | ------ | ------------------- | ---- | ------------------- | ---- | ------ | ------------------- |
| 1    | Jean Grumellon        | 154  | 244    | 1947-1952 1954-1956 | 26   | Jocelyn Gourvennec  | 43   | 179    | 1991-1995 2000-2002 |
| 2    | Daniel Rodighiero     | 125  | 226    | 1964-1970           | 26   | Jimmy Briand        | 43   | 212    | 2003-2010           |
| 3    | Mahi Khennane         | 88   | 211    | 1956-1962           | 28   | Farès Bousdira      | 42   | 122    | 1982-1985           |
| 4    | José Caeiro           | 83   | 124    | 1953-1957           | 29   | Pär Bengtsson       | 41   | 62     | 1953-1955           |
| 5    | Giovanni Pellegrini   | 79   | 177    | 1959-1967           | 29   | Olivier Monterrubio | 41   | 215    | 2001-2006           |
| 6    | Benjamin Bourigeaud   | 66   | 311    | 2017-2024           | 31   | Arnaud Kalimuendo   | 40   | 112    | 2022-2025           |
| 7    | József Ebner          | 65   | 101    | 1937-1939 1942-1944 | 32   | Stanislas Dombeck   | 39   | 180    | 1956-1962           |
| 8    | Henri Belunza         | 58   | 142    | 1938-1945           | 33   | Claude Dubaële      | 38   | 102    | 1963-1966           |
| 9    | Hervé Guermeur        | 57   | 241    | 1967-1977           | 34   | Marcel Loncle       | 37   | 156    | 1962-1966           |
| 10   | Serge Lenoir          | 55   | 132    | 1968-1972           | 34   | Shabani Nonda       | 37   | 77     | 1998-2000           |
| 11   | Antoine Cuissard      | 54   | 131    | 1955-1959           | 36   | Robert Rico         | 36   | 166    | 1966-1971           |
| 11   | Erik van den Boogaard | 54   | 98     | 1988-1990           | 36   | Adrien Hunou        | 36   | 160    | 2013-2021           |
| 13   | Mario Relmy           | 53   | 131    | 1982-1987           | 38   | André Chauvel       | 35   | 90     | 1933-1936           |
| 13   | Laurent Delamontagne  | 53   | 220    | 1986-1992           | 39   | Roger Thévenot      | 34   | 76     | 1938-1939 1943-1945 |
| 15   | Walter Kaiser         | 52   | 93     | 1930-1938           | 40   | Alphonse Le Gallo   | 32   | 89     | 1951-1954           |
| 15   | Laurent Pokou         | 52   | 82     | 1974-1977 1978-1979 | 41   | Amine Gouiri        | 31   | 103    | 2022-2025           |
| 15   | Alexander Frei        | 52   | 117    | 2003-2006           | 42   | François Bonnet     | 30   | 63     | 1937-1939 1942-1943 |
| 18   | Henri Combot          | 51   | 107    | 1941-1943 1945-1949 | 42   | Stéphane Guivarc'h  | 30   | 45     | 1996-1997           |
| 18   | Martin Terrier        | 51   | 141    | 2020-2024           | 42   | M'Baye Niang        | 30   | 92     | 2018-2021           |
| 20   | Patrick Delamontagne  | 48   | 192    | 1975-1978 1988-1991 | 45   | Joseph Rabstejnek   | 29   | 67     | 1945-1947           |
| 21   | Jean Prouff           | 46   | 191    | 1944-1948 1950-1952 | 45   | Alain Bernard       | 29   | 110    | 1973-1978           |
| 22   | Sylvain Wiltord       | 45   | 178    | 1993-1997 2007-2009 | 45   | Philippe Morin      | 29   | 143    | 1980-1985           |
| 23   | Walter Vollweiler     | 44   | 49     | 1933-1936           | 48   | Jacques Cousin      | 28   | 107    | 1947-1950           |
| 23   | Guy Méano             | 44   | 147    | 1956-1960           | 48   | Marco Grassi        | 28   | 60     | 1994-1996           |
| 23   | Silvester Takač       | 44   | 94     | 1966-1969           | 48   | John Utaka          | 28   | 75     | 2005-2007           |

#### Meilleurs buteurs par saison
Le tableau suivant récapitule les meilleurs buteurs du club lors de chaque saison, toutes compétitions confondues depuis 1932, période correspondant à la Seconde Guerre mondiale exceptée.
Jean Grumellon détient le record du nombre de titres de meilleur buteur du club, avec cinq occurrences (de 1948 à 1952 sans interruption). Il partage cette performance avec Daniel Rodighiero, mais ce dernier a dû partager ce titre une fois. Suivent José Caeiro, Laurent Pokou et Mario Relmy (titre également partagé une fois pour ces deux derniers). En 1939, József Ebner est le joueur ayant marqué le plus de but sur une seule saison, avec 34 réalisations. Sur une saison où le Stade rennais évolue en Ligue 1, ce record est détenu par Jean Grumellon (1948) et Daniel Rodighiero (1965) avec 31 buts.
Grumellon (1950) fait partie des quatre joueurs à avoir obtenu le titre de meilleur buteur du championnat de France sous le maillot rennais, avec Walter Kaiser (1933), Stéphane Guivarc'h (1997) et Alexander Frei (2005).

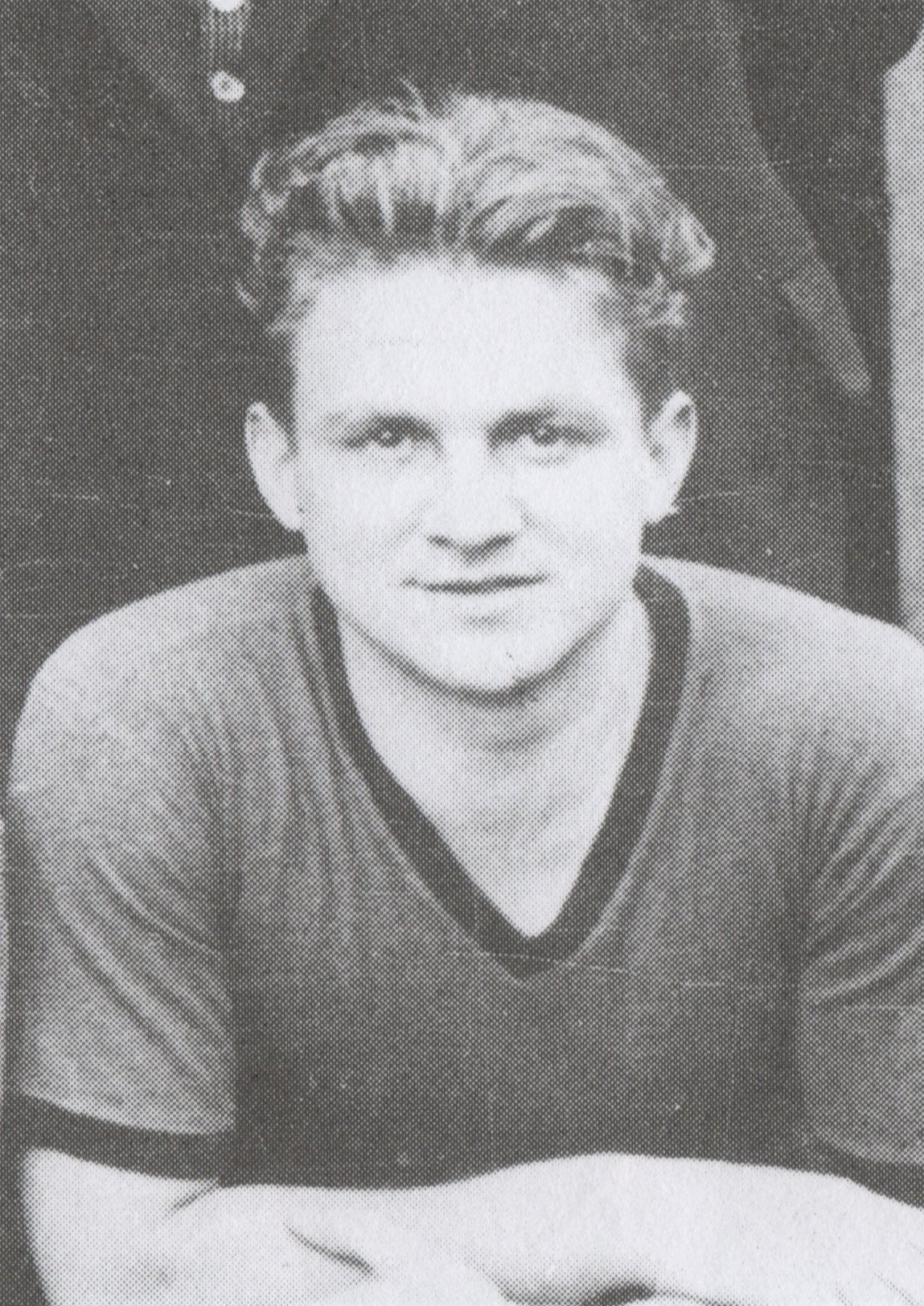
Walter Kaiser, meilleur buteur du championnat de France 1932-1933.
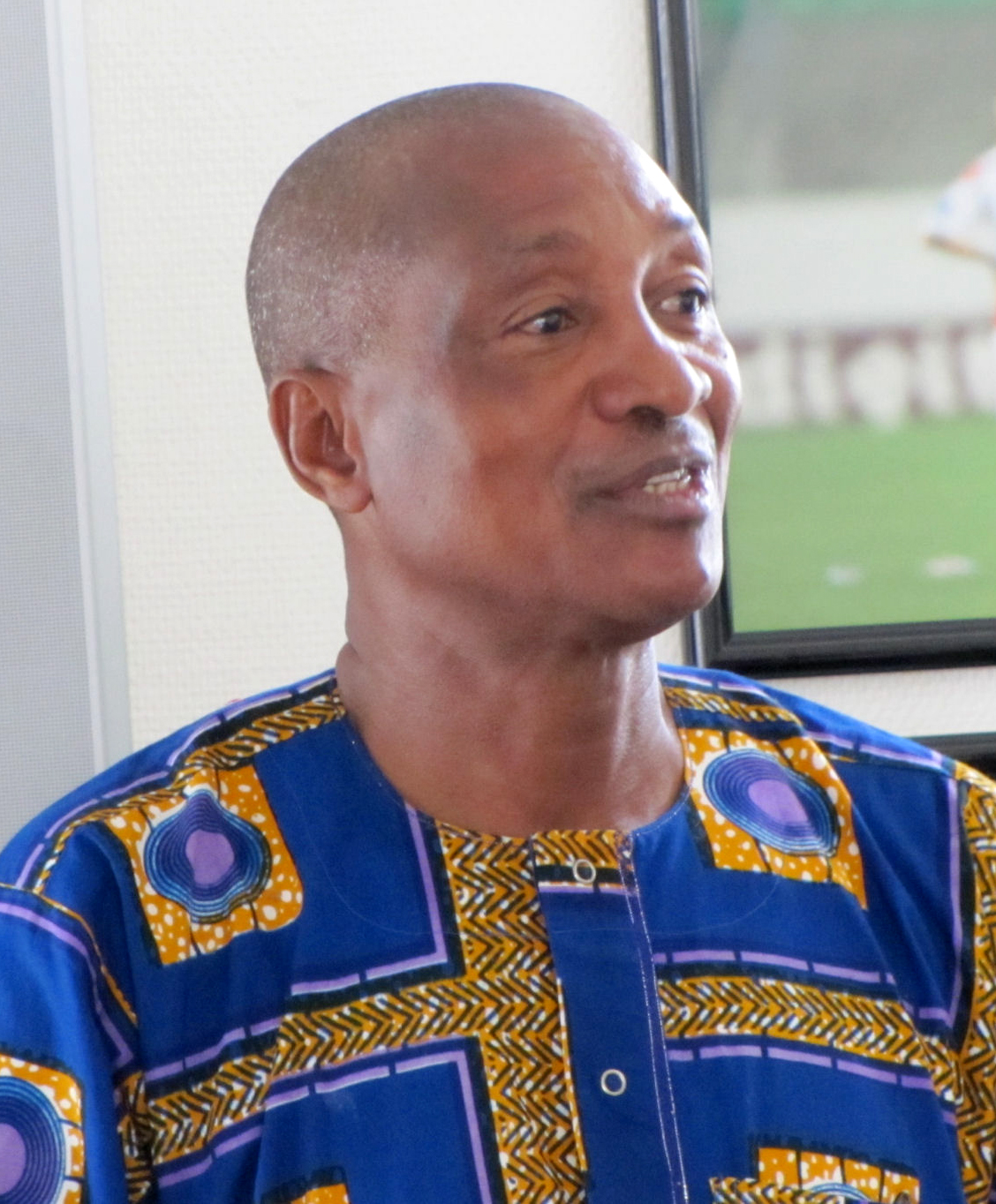
Laurent Pokou, meilleur buteur rennais en 1975, 1976 et 1977.
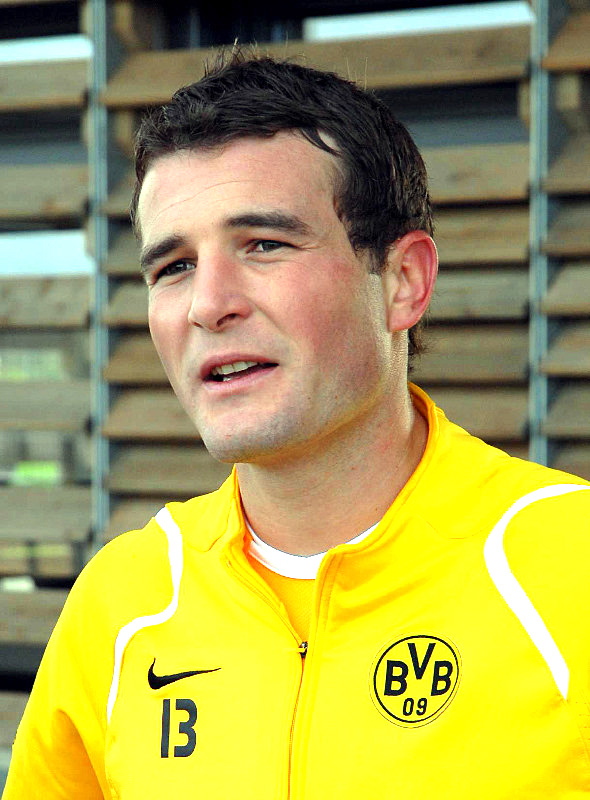
Alexander Frei, meilleur buteur du championnat de France 2004-2005.
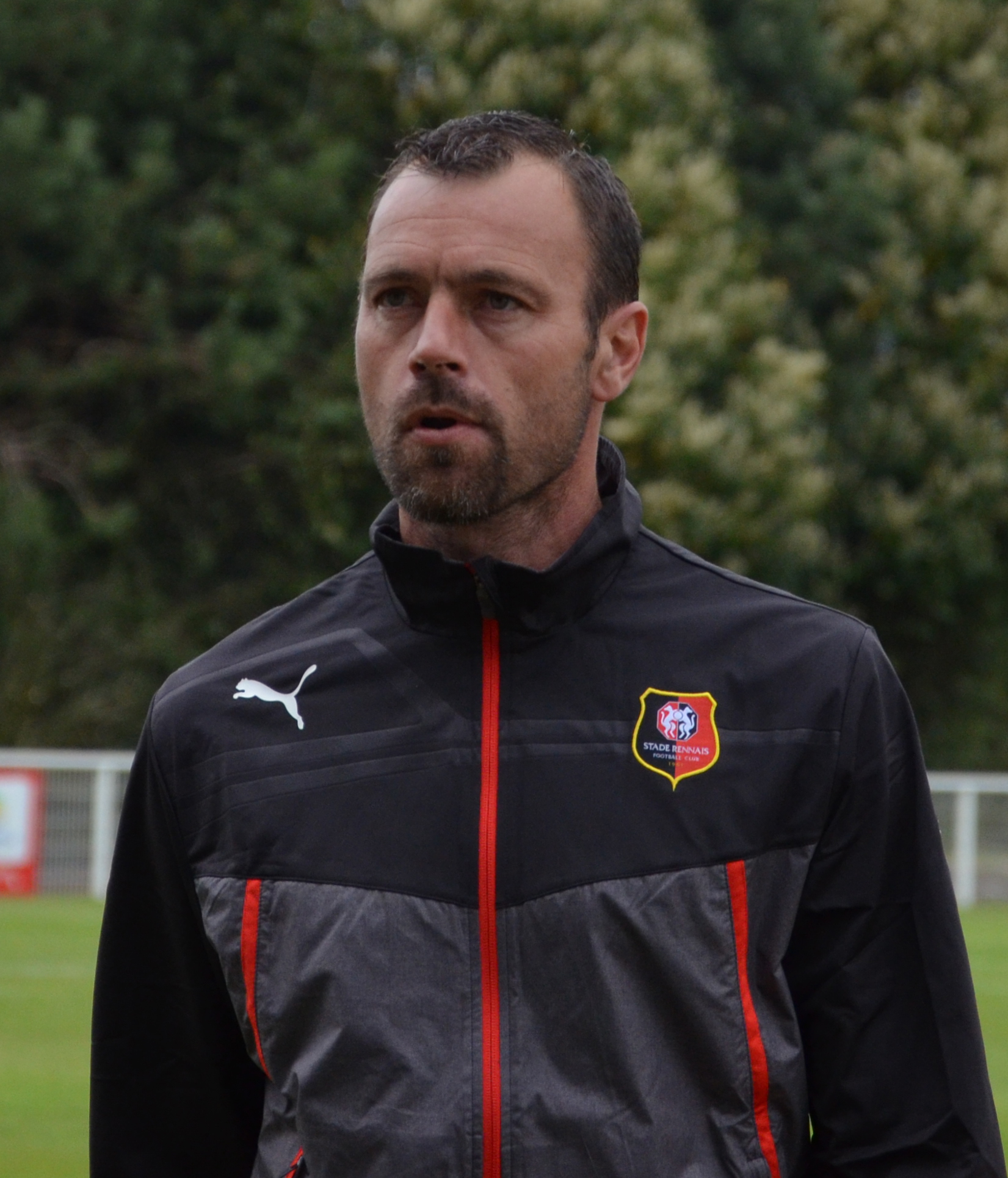
Mickaël Pagis, meilleur buteur rennais en 2007-2008.
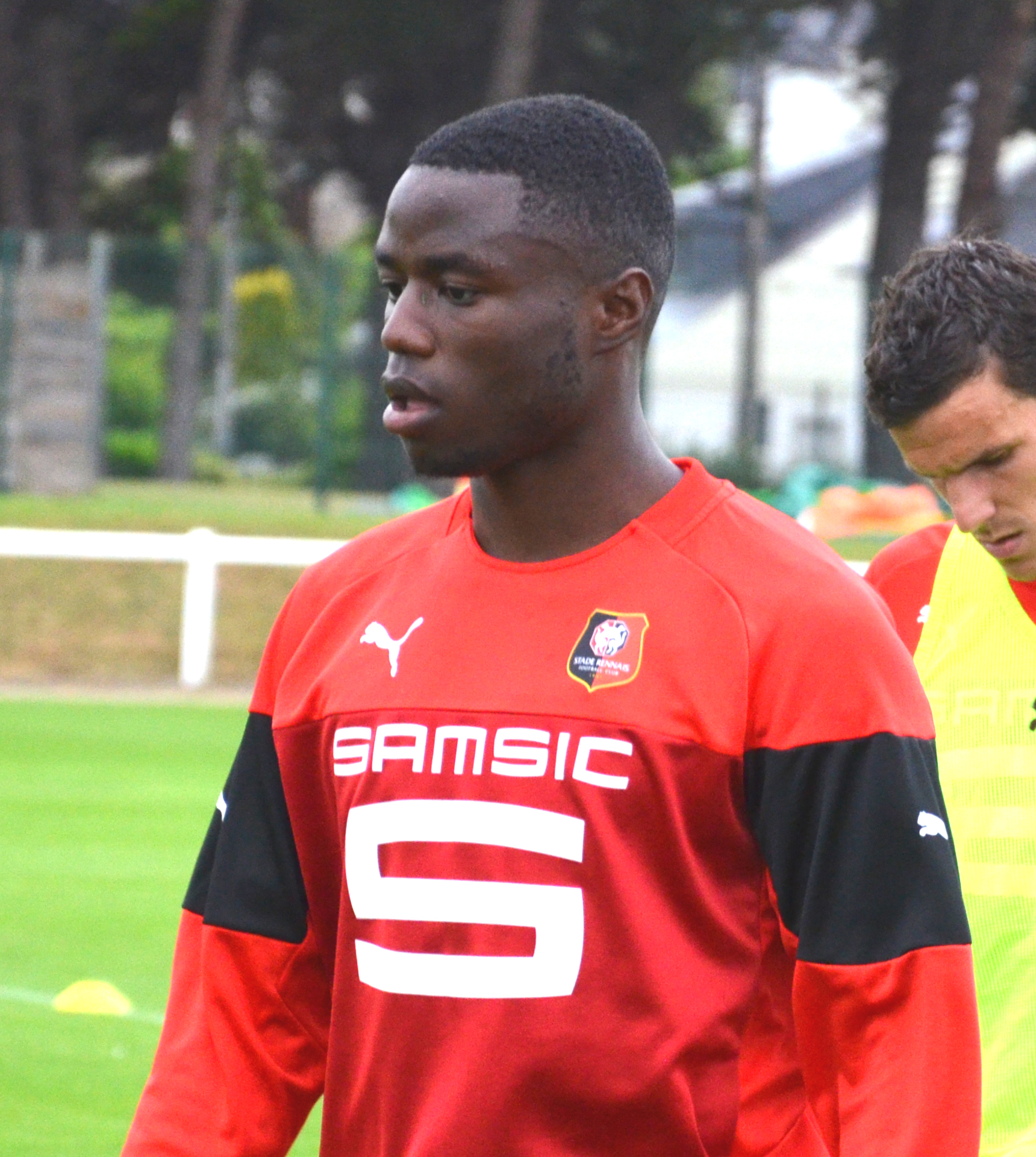
Paul-Georges Ntep, meilleur buteur rennais en 2014-2015.

#### Chronologie des buteurs en Ligue 1
À l'issue de la saison 2019-2020, le Stade rennais FC a inscrit 3 033 buts en première division du Championnat de France de football, depuis le premier, marqué le 11 septembre 1932 par l'Allemand Walter Kaiser. Le tableau ci-dessous présente une chronologie des buts par centaine.
| Rang  | Buteur            | Date              |
| ----- | ----------------- | ----------------- |
| 1er   | Walter Kaiser     | 11 septembre 1932 |
| 100e  | Georges Rose      | 11 février 1934   |
| 200e  | Walter Vollweiler | 10 mai 1936       |
| 300e  | Henri Guérin      | 19 mai 1946       |
| 400e  | Jean Grumellon    | 25 janvier 1948   |
| 500e  | Jean Combot       | 16 octobre 1949   |
| 600e  | Jean Prouff       | 28 janvier 1951   |
| 700e  | Roger Vialleron   | 17 mai 1953       |
| 800e  | Théo              | 24 mai 1959       |
| 900e  | Guy Hernas        | 14 mai 1961       |
| 1000e | Yvon Goujon       | 7 janvier 1963    |
| 1100e | Daniel Rodighiero | 8 novembre 1964   |

| Rang  | Buteur                 | Date             |
| ----- | ---------------------- | ---------------- |
| 1200e | Daniel Rodighiero      | 27 février 1966  |
| 1300e | Georges Calmettes      | 12 novembre 1967 |
| 1400e | Ilija Lukić            | 4 novembre 1969  |
| 1500e | Zdenko Kobešćak        | 29 août 1971     |
| 1600e | Daniel David           | 24 août 1973     |
| 1700e | Laurent Pokou          | 2 avril 1977     |
| 1800e | Mario Relmy            | 4 octobre 1986   |
| 1900e | Jean-Christophe Thomas | 22 mars 1995     |
| 2000e | Stéphane Guivarc'h     | 30 avril 1997    |
| 2100e | Shabani Nonda          | 23 octobre 1999  |
| 2200e | Christophe Le Roux     | 16 février 2002  |
| 2300e | Kim Källström          | 15 mai 2004      |

| Rang  | Buteur              | Date              |
| ----- | ------------------- | ----------------- |
| 2400e | Kim Källström       | 3 mai 2006        |
| 2500e | Mickaël Pagis       | 25 octobre 2008   |
| 2600e | Alexander Tettey    | 15 janvier 2011   |
| 2700e | Fantamady Diarra    | 22 décembre 2012  |
| 2800e | Habib Habibou       | 18 avril 2015     |
| 2900e | Benjamin Bourigeaud | 24 septembre 2017 |
| 3000e | M'Baye Niang        | 25 août 2019      |
| 3100e | Martin Terrier      | 17 octobre 2021   |
| 3200e | Martin Terrier      | 2 janvier 2023    |
| 3300e | Ludovic Blas        | 5 octobre 2024    |

## Records collectifs

### Premières

#### Matchs
- Premier match : Stade rennais - Football-club rennais (0-6), le 24 mars 1901 (match amical)
- Premier match en compétition : Stade rennais - Stade vannetais (9-0), le 11 janvier 1903 (championnat de Bretagne de l'USFSA)
- Premier match de Coupe de France : Stade rennais - Cadets de Bretagne (3-1), le 4 novembre 1917
- Premier match de Ligue 1 : FC Metz - Stade rennais (1-2), le 11 septembre 1932
- Premier match de coupe d'Europe : Dukla Prague - Stade rennais (2-0), le 22 septembre 1965 (Coupe d'Europe des vainqueurs de coupe)

#### Buteurs
- Premier buteur en Coupe de France : Ulmer (Stade rennais - Cadets de Bretagne (3-1), le 4 novembre 1917)
- Premier buteur en Ligue 1 : Walter Kaiser (52e minute de FC Metz - Stade rennais (1-2), le 11 septembre 1932)
- Premier buteur en coupe d'Europe : Philippe Redon (78e minute de Stade rennais - Glasgow Rangers (1-1), le 15 septembre 1971)

#### Divers
- Premier international à jouer au Stade rennais : Joseph Verlet (1911, sélectionné sept fois en équipe de France entre 1904 et 1911)
- Premier joueur sélectionné en équipe de France : François Hugues, le 15 janvier 1922 (France - Belgique, 2-1)
- Premier joueur sélectionné en équipe de France sans l'avoir été dans un autre club auparavant : Charles Berthelot, le 2 avril 1924 (Pays-Bas - France, 8-1)

### Matchs et saisons
| Victoires | Défaites |
| --- | --- |
| - Championnats - Ligue 1 - À domicile - CA Paris 8-2 (15 octobre 1933) - Olympique d'Alès 6-0 (21 octobre 1934) - RC Strasbourg 7-1 (30 mai 1948) - AS Saint-Étienne 6-0 (27 août 1950) - Toulouse FC 6-0 (10 septembre 1950) - Angers SCO 6-0 (24 janvier 1965) - Clermont Foot 63 6-0 (22 septembre 2021) - Girondins de Bordeaux 6-0 (16 janvier 2022) - À l'extérieur - FC Metz 1-6 (22 août 1948) - EA Guingamp 1-6 (17 mars 2001) - Toulouse FC 0-5 (26 octobre 2012) - AS Saint-Étienne 0-5 (5 décembre 2021) - AC Ajaccio 0-5 (21 mai 2023) - Championnats - Ligue 2 - À domicile - AS Béziers 10-1 (24 octobre 1954, Ligue 2) - À l'extérieur: - SC Abbeville 0-6 (17 août 1988, Ligue 2) - Coupes de France - À domicile - Bagnères-Luchon Sports 11-1 (12 janvier 1969) - À l'extérieur - CS Jean-Bouin Angers 0-8 (4 janvier 1920) - Coupes d'Europe - À domicile - FC Synot 5-0 (15 juillet 2001, Coupe Intertoto) - À l'extérieur - Roustavi Metallurgist 2-5 (28 juillet 2011, Ligue Europa) | - Championnats - Ligue 1 - À domicile - RC Strasbourg 1-6 (18 mai 1947) - À l'extérieur: - Lille OSC 9-1 (2 septembre 1951, Ligue 1) - FC Nancy 9-1 (18 novembre 1951, Ligue 1) - Championnats - Ligue 2 - À domicile - Paris FC 0-5 (10 décembre 1977, Ligue 2) - À l'extérieur: - AS Troyenne et Savinienne 8-1 (13 décembre 1953, Ligue 2) - Coupes de France - À domicile - SO Montpellier 0-5 (17 mars 1929) - OGC Nice 1-6 (Coupe de France 1950-1951) - Paris Saint-Germain 1-6 (7 janvier 2018) - Terrain neutre - Équipe fédérale Nancy-Lorraine 0-7 (9 janvier 1944) - À l'extérieur - FC Nantes 7-0 (22 février 1984) - Coupes d'Europe - À domicile - VfB Stuttgart 0-2 (20 octobre 2005, Coupe UEFA) - Séville FC 1-3 (8 décembre 2020, Ligue des champions) - À l'extérieur - PAOK Salonique 5-1 (14 décembre 2005, Coupe UEFA) |

### Records en première division
- Nombre de saisons en première division : 69
- Nombre de saisons consécutives en première division : 32 (1994 à ...)
- Nombre de saisons à 20 clubs en première division : 49
- Nombre de saisons à 18 clubs en première division : 21

- Meilleur total de points en première division (20 clubs) : 68 points (2023)
- Meilleur total de points en première division (18 clubs) : 59 points (1999)

- Meilleure attaque en première division (20 clubs) : 82 buts (2022)
- Meilleure attaque en première division (18 clubs) : 67 buts (1965)
- Meilleure défense en première division (20 clubs) : 30 buts (2007)
- Meilleure défense en première division (18 clubs) : 37 buts (2001)
- Meilleure différence de buts en première division (20 clubs) : +42 (2022)
- Meilleure différence de buts en première division (18 clubs) : +19 (1965)
- Plus grand nombre de victoires en première division (20 clubs) : 21 (2023)
- Plus grand nombre de victoires en première division (18 clubs) : 17 (1999)
- Plus petit nombre de victoires en première division (20 clubs) : 5 (1987)
- Plus petit nombre de victoires en première division (18 clubs) : 9 (1998)
- Plus grand nombre de nuls en première division (20 clubs) : 17 (1992)
- Plus grand nombre de nuls en première division (18 clubs) : 11 (1946, 1970)
- Plus petit nombre de nuls en première division (20 clubs) : 5 (2006 et 2023)
- Plus petit nombre de nuls en première division (18 clubs) : 2 (2025)
- Plus grand nombre de défaites en première division (20 clubs) : 26 (1987)
- Plus grand nombre de défaites en première division (18 clubs) : 19 (2025)
- Plus petit nombre de défaites en première division (20 clubs) : 7 (2009)
- Plus petit nombre de défaites en première division (18 clubs) : 9 (1949, 1999)
- Nombre de saisons en deuxième division : 17
- Nombre de saisons consécutives en deuxième division : 6 (1978 à 1983)

### Séries
- Nombre de victoires consécutives : 8 (2005/2006)
- Nombre de victoires consécutives à domicile : 10 (2022/2023)
- Nombre de victoires consécutives à l'extérieur : 4 (2007/2008)

- Nombre de nuls consécutifs : 6 (1991/1992)
- Nombre de nuls consécutifs à domicile : 5
- Nombre de nuls consécutifs à l'extérieur : 4 (5 fois)

- Nombre de défaites : 9 (1986/1987)
- Nombre de défaites à domicile : 6 (1950/1951)
- Nombre de défaites à l'extérieur : 16 (1974/1975 à 1976/1977)

- Nombre de matchs sans défaite : 18 (2008/2009)
- Nombre de matchs sans défaite à domicile : 23 (1966/1967 à 1967/1968)
- Nombre de matchs sans défaite à l'extérieur : 12 (2006/2007 à 2007/2008)

- Nombre de matchs sans victoire : 19 (1976/1977, 1991/1992)
- Nombre de matchs sans victoire à domicile : 11 (1991/1992)
- Nombre de matchs sans victoire à l'extérieur : 58 (1985/1986 à 1991/1992)

- Nombre de matchs consécutifs en marquant : 24 (2017/2018 à 2018/2019)
- Nombre de matchs consécutifs en marquant à domicile : 37 (1961/1962 à 1962/1963)
- Nombre de matchs consécutifs en marquant à l'extérieur : 26 (2017/2018 à 2018/2019)

- Nombre de matchs consécutifs sans marquer : 7 (1970/1971)
- Nombre de matchs consécutifs sans marquer à domicile : 5 (2 fois)
- Nombre de matchs consécutifs sans marquer à l'extérieur : 6 (3 fois)

- Nombre de matchs consécutifs sans encaisser : 4 (9 fois)
- Nombre de matchs consécutifs sans encaisser à domicile : 6 (2010/2011)
- Nombre de matchs consécutifs sans encaisser à l'extérieur : 5 (2008/2009)

- Nombre de matchs consécutifs en encaissant : 21 (1976/1977)
- Nombre de matchs consécutifs en encaissant à domicile : 25 (1976/1977 à 1983/1984)
- Nombre de matchs consécutifs en encaissant à l'extérieur : 47 (1950/1951 à 1956/1957)

- Nombre de matchs consécutifs avec 0-0 : 3 (2 fois)
- Nombre de matchs consécutifs sans 0-0 : 88 (1964/1965 à 1966/1967)

### Records Individuels
- Joueur le plus capé toutes compétitions confondues : Yves Boutet, 394 matchs
- Gardien le plus capé toutes compétitions confondues : Pierrick Hiard, 282 matchs
- Défenseur le plus capé toutes compétitions confondues : Yves Boutet, 394 matchs
- Milieu le plus capé toutes compétitions confondues : Benjamin Bourigeaud, 311 matchs
- Attaquant le plus capé toutes compétitions confondues : Jean Grumellon, 244 matchs
- Joueur le plus capé en première division : Romain Danzé, 323 matchs
- Joueur le plus capé en deuxième division : Philippe Berlin, 185 matchs
- Joueur le plus capé en Coupe de France : Louis Cardiet, 39 matchs
- Joueur le plus capé en Coupe de la Ligue : Romain Danzé, 12 matchs
- Joueur le plus capé en Coupe Drago : Yves Boutet, 8 matchs
- Joueur le plus capé en Compétitions UEFA : Benjamin Bourigeaud 43 matchs
- Joueur le plus capé en Ligue des Champions : Hamari Traoré, Damien Da Silva, Jérémy Doku 6 matchs
- Joueur le plus capé en Coupe des coupes : Louis Cardiet, René Cédolin, 4 matchs
- Joueur le plus capé en Coupe UEFA / Ligue Europa : Benjamin Bourigeaud 29 matchs
- Joueur le plus capé en Ligue Europa Conférence : Adrien Truffert, Nayef Aguerd, Baptiste Santamaria, Benjamin Bourigeaud, Flavien Tait, Serhou Guirassy 9 matchs
- Joueur le plus capé en Coupe Intertoto : Christophe Le Roux, 9 matchs

- Meilleur buteur toutes compétitions confondues : Jean Grumellon, 154 buts
- Meilleur gardien buteur toutes compétitions confondues : Aucun
- Meilleur défenseur buteur toutes compétitions confondues : François Denis, 25 buts
- Meilleur milieu buteur toutes compétitions confondues : Benjamin Bourigeaud, 66 buts
- Meilleur attaquant buteur toutes compétitions confondues : Jean Grumellon, 154 buts
- Meilleur buteur en première division : Jean Grumellon, 107 buts
- Meilleur buteur en deuxième division : José Caeiro, 72 buts
- Meilleur buteur en Coupe de France : Daniel Rodighiero, 26 buts
- Meilleur buteur en Coupe de la Ligue : Sylvain Wiltord, 6 buts
- Meilleur buteur en Coupe Drago : Henri Baillot, Mahi Khennane, 4 buts
- Meilleur buteur en Compétitions UEFA : Serhou Guirassy, Gaëtan Laborde, Benjamin Bourigeaud 5 buts
- Meilleur buteur en Ligue des Champions : Serhou Guirassy, 2 buts
- Meilleur buteur en Coupe des coupes : Philippe Redon, 1 but
- Meilleur buteur en Coupe UEFA / Ligue Europa : Jérôme Leroy, Víctor Hugo Montaño, Ismaïla Sarr, Benjamin Bourigeaud 4 buts
- Meilleur buteur en Ligue Europa Conference: Gaëtan Laborde 5 buts
- Meilleur buteur en Coupe Intertoto : Stéphane Guivarc'h, 4 buts

- Plus jeune buteur : Eduardo Camavinga, à 17 ans, 1 mois et 5 jours
- Plus jeune joueur : Mathys Tel, à 16 ans, 3 mois et 18 jours
- Buteur le plus rapide pour sa première apparition : Axel Ngando, 19 secondes

### Transferts

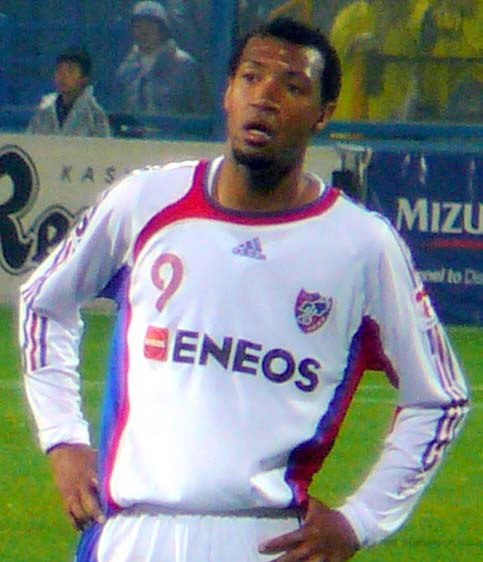
Le transfert de Severino Lucas en 2000 est le 3e plus onéreux de l'histoire du Stade rennais.

C'est en septembre 2022 que le Stade rennais a enregistré sa recrue la plus chère, avec l'arrivée de l'international algérien de 22 ans Amine Gouiri. Dans le cadre d'un transfert à double sens, Amine Gouiri arrive pour 28 millions d'euros en provenance de Nice, amorti par le départ de Gaetan Laborde vers ce même club.
À l'inverse, la somme la plus importante perçue par le Stade rennais est lors de la revente de Jérémy Doku à Manchester Cityen août 2023, avec une indemnité de transfert de 65 millions d'euros. Arrivé d'Anderlecht 3 ans auparavant, Doku avait été recruté contre une indemnité de transfert de 26 millions de d'euros .

## Affluences

### Record d'affluence
Le tableau suivant récapitule l'évolution du record d'affluence du Roazhon Park (nommé stade de la route de Lorient de 1912 à 2015) à l'occasion de rencontres du Stade rennais depuis la saison 1946-1947. Le record actuel est de 29 490 spectateurs, marque établie à l'occasion d'une rencontre de Ligue 1 disputée le 20 août 2005 contre l'Olympique de Marseille (victoire du Stade rennais par trois buts à deux).
Pendant près de quarante ans, le record est détenu par un match de Division 1 ayant opposé le Stade rennais au FC Nantes le 11 novembre 1965. La rencontre oppose alors le vainqueur sortant de la Coupe de France (Rennes) au champion de France en titre (Nantes), et se solde par une victoire rennaise par deux buts à zéro. Ce record est battu en 2004, la rénovation du stade de la route de Lorient ayant alors considérablement augmenté le nombre de places assises.
Quant au record d'affluence pour un match du Stade rennais, tous stades confondus, il est détenu par la finale de la Coupe de France 2009, disputée au stade de France devant 80 056 spectateurs, ce qui est également le record de ce stade pour un match de football.
| Spectateurs | Adversaire             | Compétition | Date             |
| ----------- | ---------------------- | ----------- | ---------------- |
| 11 400      | RC Lens                | Division 1  | 9 mars 1947      |
| 17 414      | Lille OSC              | Division 1  | 21 novembre 1948 |
| 18 648      | Olympique de Marseille | Division 1  | 23 janvier 1949  |
| 18 817      | Lille OSC              | Division 1  | 12 novembre 1950 |
| 21 397      | Stade de Reims         | Division 1  | 21 décembre 1952 |
| 23 632      | UA Sedan-Torcy         | Division 1  | 19 décembre 1954 |
| 24 899      | Stade de Reims         | Division 1  | 6 décembre 1959  |
| 26 246      | Stade de Reims         | Division 1  | 4 février 1962   |
| 28 148      | FC Nantes              | Division 1  | 11 novembre 1965 |
| 28 525      | FC Metz                | Ligue 1     | 23 octobre 2004  |
| 29 164      | AS Saint-Étienne       | Ligue 1     | 16 avril 2005    |
| 29 345      | FC Nantes-Atlantique   | Ligue 1     | 7 août 2005      |
| 29 490      | Olympique de Marseille | Ligue 1     | 20 août 2005     |

### Affluence moyenne par saison

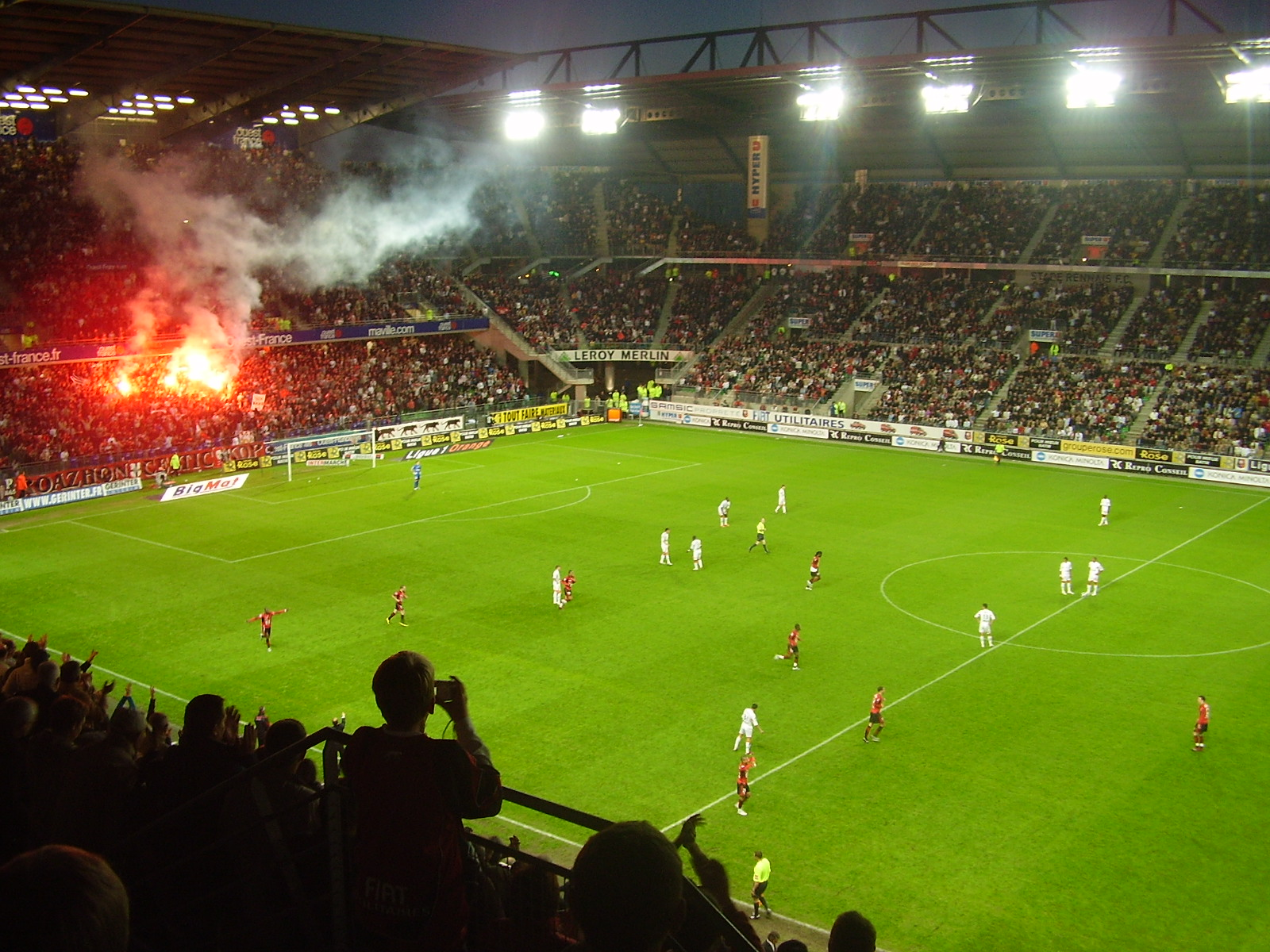
La capacité d'accueil du Roazhon Park, ici dans sa forme actuelle, est fortement augmentée à la suite de sa rénovation entre 1999 et 2004.

L'affluence moyenne record sur une saison est réalisée lors de la saison 2007-2008 avec 25 640 spectateurs de moyenne lors des rencontres de Ligue 1. Ainsi que le montre le graphique ci-dessous, les affluences moyennes ont significativement augmenté depuis le milieu des années 1990, suivant la progression sportive du club, mais bénéficiant surtout de la rénovation du Roazhon Park, qui porte sa capacité d'accueil à un peu moins de 30 000 places assises à partir de 2004. À compter de cette date, l'affluence moyenne augmente, jusqu'à dépasser la barre des 25 000 spectateurs, avant de diminuer progressivement de 2008 à 2013, avant de remonter depuis.

## Récompenses

### Trophées UNFP

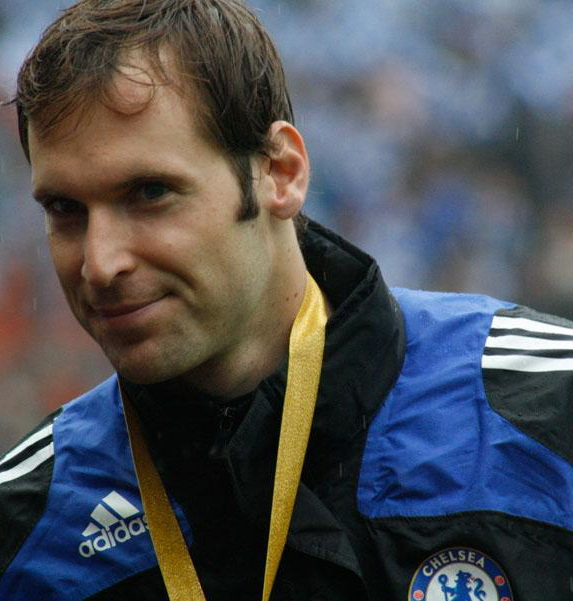
Petr Čech, désigné « Gardien d'or » de Ligue 1 en 2004 par France Football.

Depuis 1987, l'UNFP décerne à l'issue de chaque saison ses trophées récompensant notamment joueurs et entraîneurs.
- Au terme de la saison 2021-2022, Bruno Génésio est élu meilleur entraineur de Ligue 1[29].
- Au terme de la saison 2015-2016, Ousmane Dembélé est élu meilleur espoir de Ligue 1[30].
- À l'issue de la saison 1993-1994, Jocelyn Gourvennec est élu meilleur joueur de Division 2.
- Quatre joueurs rennais ont figuré à ce jour dans l'équipe-type désignée à l'issue de chaque saison depuis 2003 : Alexander Frei (attaquant) en 2004-2005, Rod Fanni (défenseur) en 2008-2009 et 2009-2010[31], Yann M'Vila (milieu de terrain) en 2010-2011[32] et Martin Terrier (attaquant) en 2021-2022[33].
- Huit joueurs ont été élus « joueur de Ligue 1 du mois » depuis 2003 : John Utaka (février 2006), Yoann Gourcuff (mars 2006), Jérôme Leroy (octobre 2007), Ousmane Dembélé (mars 2016), Eduardo Camavinga (août 2019), Gaëtan Laborde (novembre 2021), Martin Terrier (mars 2022, octobre 2022, janvier 2024), Benjamin Bourigeaud (avril 2022)[34].

### Trophées France Football
Depuis les années 1950, le magazine France Football décerne à la fin de chaque année civile et de chaque saison divers trophées récompensant notamment joueurs et entraîneurs.
- Au terme de la saison 1960-1961, l'attaquant rennais Khennane Mahi est récompensé d'une « Étoile d'or », ex æquo avec Pierre Bernard, le récompensant comme étant le meilleur joueur de la saison en D1.
- Dans le même ordre d'idées, le gardien de but Petr Čech est désigné « Gardien d'or » à l'issue de la saison 2003-2004, de même que Benoît Costil à l'issue de la saison 2013-2014.
- En décembre 1971, France Football désigne Jean Prouff comme étant l'entraîneur de l'année, ex æquo avec Kader Firoud.
- Vingt-trois ans plus tard, en 1994, le magazine désigne Jocelyn Gourvennec comme étant le joueur de l'année en deuxième division.
- En 2010, Yann M'Vila est récompensé du titre de révélation de l'année, récompense obtenue deux ans plus tôt par un autre joueur formé au club, Yoann Gourcuff[36]. Ils sont suivis en 2016 par Ousmane Dembélé, qui reçoit cette récompense et par Eduardo Camavinga en 2019[37].
- Après la fin de Saison 2019-2020 3 rennais sont dans l'équipe types : Hamari Traoré (5.41), Faitout Maouassa (5.59) et Eduardo Camavinga (6.13) et 2 sur le banc : Benjamin Bourigeaud (5.71) et Raphinha (5.68)[38].

Enfin, le club reçoit à titre collectif quelques récompenses de la part du magazine. Il est désigné en 2008 comme le club ayant la meilleure politique de jeunes, et est salué en 1998 pour sa politique de recrutement.